# Modo (logiciel)
Pour les articles homonymes, voir Modo.
modo est une suite de modélisation et d'animation 3D disposant de fonctions avancées de modélisation, de sculpture 3D, de peinture 3D, d'animation et de rendu développé par la société Luxology , société essentiellement composée d'anciens développeurs de LightWave 3D, qui a depuis fusionnée avec The Foundry. modo est disponible sous Mac OS X et sous Windows.

## Histoire
En 2001, une rupture se créa entre les dirigeants de NewTek, créateurs de LightWave, et les principaux programmeurs de LightWave 3D à propos d'une complète réécriture du Workflow et du code de LightWave 3D. Rupture qui amena le vice-président du développement 3D de NewTek, Brad Peebler, à quitter NewTek et à former une nouvelle société du nom de Luxology. Il fut rejoint par Allan Hastings et Stuart Ferguson, principaux développeurs de LightWave, puis par la plupart de l'équipe de programmation de LightWave.
Après plus de trois ans de développement, modo fut présenté au SIGGRAPH 2004 et fut publié en septembre de la même année. En avril 2005, le studio Digital Domain, spécialisé dans les effets spéciaux numériques, intégra alors modo dans son Workflow de production; ce fut ensuite le cas de plusieurs autres studios dont Pixar, id Software, Eden FX, Studio Art FX, Naked Sky Entertainment...
Modo 201 fut publié de 24 mai 2006, apportant son lot de nouveautés dont les principales concernent le rendu mais aussi la possibilité de peindre directement sur les objets en 3D.
Le 1er août 2006, modo sort en version 202. Cette version apporte une grande vitesse de rendu et de nouveaux outils comme l'outil Thicken qui permet d'ajouter de l'épaisseur à la géométrie d'un objet. 
En mars 2007, modo sort en version 203 apportant de nouveaux outils d'édition d'UV, augmentant la vitesse de rendu et un nouvel outil d'export vers le format DXF. Cette version était une mise à jour gratuite.
La version 301 de modo fut publiée le 10 septembre 2007 avec l'ajout des fonctions d'animation et de sculpture 3D.
La version actuelle de modo est la version 11.1, publié le 29 juin 2017, et qui propose désormais le choix entre une licence perpétuelle et une licence annuelle. Le workflow général a également été amélioré permettant une meilleure gestion des performances délivrées par le logiciel.

## Fonctionnalités
- Interface utilisateur totalement personnalisable.
- Très bonne gestion de l'OpenGL.
- Import et Export de plusieurs formats de fichiers
- Gestion de la modélisation par subdivision de surfaces, polygonale, par courbes de Bézier, par splines.
- Gestion des outils basiques de modélisation comme le Gizmo, l'Extrude, le Bevel etc.
- Gestion des outils avancés de déplacement, de rotation, d'échelle propres à modo tels que le Flex Tool, le Twist ou le Taper.
- Support des N-gons.
- Macros.
- Dispose d'outils avancés de déplacement, de rotation et d'échelle tels que le Flex Tool, le Twist, le Taper...
- Gestion avancée du snapping qui permet de snapper la géométrie sur la grille, sur l'arrière plan, sur un mesh, sur des guides etc.
- Chaque action peut-être effectuée en fonction d'un "Action Center".
- Système de dépliage d'UV très avancé.
- Création de matériaux avancée en utilisant le shader tree.
- Outils de sculpture avancées
- Gestion avancée des textures procédurales.
- Peinture procédurale.
- Peinture de bump map en temps réel
- Possibilité de peinture sur un objet 3D
- Peinture par calques
- Animation de n'importe quel outil dans modo comme les caméras, les lumières, les morphs, la géométrie etc.
- Import des fichiers .mdd pour le rendu d'animations effectuées dans d'autres softs.
- Illumination globale
- Physical Sky et Physical Sun
- Ambiant Occlusion
- Support du subsurface scattering
- Extensibilité avec les langages de scripts comme Perl, Lua ou Python
- Support du rendu en réseau
- etc.

### Toolpipe
Le Toolpipe de modo permet, en combinant les outils de modélisation avec les falloffs et les actions centers, de modifier comment ces outils affectent la géométrie des objets. Ce qui fait que chaque outil dans modo peut-être personnalisé pour lui faire faire exactement ce que l'artiste veut. Le Toolpipe permet des modélisations organiques avec une très grande finesse de détails. L'effet obtenu par le Toolpipe peut également être assigné à un raccourci clavier ou à une section de l'interface pour y faire appel à chaque fois qu'on en a besoin.

## Prix
- En 2005, modo a gagné le Apple Design Awards
- En 2006, le magazine MacUser UK lui attribue le prix du Meilleur soft de 3D et d'animation
- En 2007, modo gagne le Game Developer Frontline pour le Meilleur outil artistique.

## Modo dans l'industrie
modo a été récemment utilisé dans la production des films comme Furtif (Stealth), Lucas, fourmi malgré lui et WALL-E.
Il a également été utilisé dans les jeux God of War: Chains of Olympus, World in Conflict, Tiberian Wars, RAGE.